# Авганистан на Светском првенству у атлетици на отвореном 2022.
Авганистан је учествовао на 18. Светском првенству у атлетици на отвореном 2022. одржаном у Јуџину  од 15. до 25. јула. Ово је девето учешће Авганистана на СП. Репрезентацију Авганистана представљао је 1 такмичар који се такмичио у трци на 100 метара.,
На овом првенству такмичар Авганистана није освојио ниједну медаљу али је остварио најбољи резултат сезоне. 

## Учесници
Мушкарци:
- Саид Гилани — 100 м

## Резултати

### Мушкарци
| Атлетичар   | Дисциплина | Лични рекорд | Предтакмичење    | Предтакмичење | Квалификације        | Квалификације        | Полуфинале           | Полуфинале           | Финале               | Финале       | Детаљи |
| Атлетичар   | Дисциплина | Лични рекорд | Резултат         | Место         | Резултат             | Место                | Резултат             | Место                | Резултат             | Место        | Детаљи |
| ----------- | ---------- | ------------ | ---------------- | ------------- | -------------------- | -------------------- | -------------------- | -------------------- | -------------------- | ------------ | ------ |
| Саид Гилани | 100 м      | 11,13        | 11,43 (.424) ЛРС | 5. гр. 4      | Није се квалификовао | Није се квалификовао | Није се квалификовао | Није се квалификовао | Није се квалификовао | 17 / 67 (71) |        |